# Barbara A. J. Lechner
Barbara A. J. Lechner ist eine deutsche Chemikerin und Professorin für funktionelle Nanomaterialien an der Technischen Universität München. Sie untersucht beispielsweise Katalysatoroberflächen, an denen Gase reagieren, um die Stabilität, Reaktivität und Dynamik der kleinsten aktiven Metallpartikel am Katalysator zu verfolgen.

## Leben und Wirken
Lechner studierte Chemie an der Universität Innsbruck (Österreich), wo sie 2008 ihren Magistra erhielt. Sie promovierte sich 2012 in Physik an der Universität Cambridge (UK) unter der Betreuung von John Ellis. In ihrer Dissertation widmete sie sich der Untersuchung der schnellen Diffusion von Molekülen auf Metalloberflächen sowie der Weiterentwicklung der Helium-Spin-Echo-Methode. Anschließend forschte sie von 2013 bis 2016 als Postdoktorandin in der Arbeitsgruppe von Miquel Salmeron am Lawrence Berkeley National Laboratory (USA). Mitte 2016 wurde Lechner Gruppenleiterin am Lehrstuhl für Physikalische Chemie von Ulrich Heiz an der Technischen Universität München (TUM), wo sie seither forscht und lehrt. Sie erhielt von 2016 bis 2017 das Humboldt-Forschungsstipendium der Alexander von Humboldt-Stiftung und sowie von 2017 bis 2019 das Marie-Skłodowska-Curie-Stipendium.
Im Oktober 2020 wurde Lechner als Rudolf-Mößbauer-Professorin an die TUM berufen. Sie leitet nun eine Forschungsgruppe für funktionelle Nanomaterialien.

## Forschungsleistung
Ihre Forschungsinteressen liegen im Bereich dynamischer Prozesse auf Oberflächen funktioneller Nanomaterialien, z. B. Modellkatalysatoren in einer reaktiven Gasatmosphäre. Zusammen mit ihrer Arbeitsgruppe untersucht sie die Diffusion von Molekülen und Metallclustern auf genau definierten Modellkatalysatoroberflächen mittels Rastertunnelmikroskopie (STM) und verfolgen Oberflächenreaktionen auf größenausgewählten Metallclustern. Durch STM-Experimente unter Ultrahochvakuum (UHV) und unter nahezu Umgebungsdruck (NAP) erforschen sie, wie sich die Struktur von Partikeln (Metallcluster) und Oxid-Trägermaterialien unter diesen Bedingungen verändert und die Funktion des Materials beeinflusst. Zudem führen sie Röntgenphotoelektronenspektroskopie unter identischen Bedingungen durch, welche ergänzende Informationen über den chemischen und Ladungszustand der Materialien liefert. Damit können sie die Wechselwirkungen von Adsorbatmolekülen untereinander sowie mit Metallclustern und dem Substrat untersuchen und so Informationen über die Stabilität und die intrinsische Fluxionalität eines Katalysatorpartikels gewinnen.

## Veröffentlichungen (Auswahl)
- mit Matthias Krinninger, Florian Kraushofer, Nils B. Refvik, Monika Blum: Interface Effects in the Stability of 2D Silica, Silicide, and Silicene on Pt(111) and Rh(111). In: ACS Applied Materials & Interfaces. Band 16, Nr. 21, 29. Mai 2024, ISSN 1944-8244, S. 27481–27489, doi:10.1021/acsami.4c05137, PMC 11145594 (freier Volltext).
- mit Sebastian Kaiser, Johanna Plansky, Matthias Krinninger, Andrey Shavorskiy, Suyun Zhu, Ueli Heiz, Friedrich Esch: Does Cluster Encapsulation Inhibit Sintering? Stabilization of Size-Selected Pt Clusters on Fe3O4(001) by SMSI. In: ACS Catalysis. Band 13, Nr. 9, 5. Mai 2023, S. 6203–6213, doi:10.1021/acscatal.3c00448, PMC 10167661 (freier Volltext).
- mit Lang Xu, Konstantinos G. Papanikolaou, Lisa Je, Gabor A. Somorjai, Miquel Salmeron, Manos Mavrikakis: Formation of active sites on transition metals through reaction-driven migration of surface atoms. In: Science. Band 380, Nr. 6640, 7. April 2023, S. 70–76, doi:10.1126/science.add0089.
- mit Sebastian Kaiser, Farahnaz Maleki, Ke Zhang, Wolfgang Harbich, Ueli Heiz, Sergio Tosoni, Gianfranco Pacchioni, Friedrich Esch: Cluster Catalysis with Lattice Oxygen: Tracing Oxygen Transport from a Magnetite (001) Support onto Small Pt Clusters. In: ACS Catalysis. Band 11, Nr. 15, 6. August 2021, S. 9519–9529, doi:10.1021/acscatal.1c01451.

## Auszeichnungen
- 2024: Ernst-Haage-Preis (national)[8][5]
- 2023: Dozentenpreis des Fonds der Chemischen Industrie[4][9]
- 2019: ERC Starting Grant[10]
- 2018: Stipendium im Jungen Kolleg der Bayerischen Akademie der Wissenschaften[11]
- 2017: Marie Skłodowska Curie Stipendium
- 2016: Max Auwärter-Preis[4]